# Fonotáctica
La fonotáctica (del griego antiguo φωνή phōnḗ 'voz, sonido' y τακτικός taktikós 'relativo al ordenamiento'), también llamada a veces fonosintaxis o fonotaxis, es una rama de la fonología que se ocupa de las restricciones en una lengua en las combinaciones permisibles de fonemas. La fonotáctica define estructuras silábicas permisibles, grupos consonánticos, y secuencias vocálicas por medio de restricciones fonotácticas.
Las restricciones fonotácticas son altamente específicas a cada lengua. Por ejemplo, en japonés, grupos consonánticos como /st/ no ocurren. De manera similar, los sonidos /kn/ y /ɡn/ no son posibles en el comienzo de una palabra en inglés moderno, pero lo son en alemán, y lo fueron en inglés antiguo y medio. En contraste, en algunas lenguas eslavas /l/ y /r/ se usan como vocales y muchas palabras no contienen el equivalente español a vocales.
Las sílabas tienen la siguiente estructura segmental interna:
- Ataque (opcional)
- Rima (obligatoria, comprende núcleo y coda):
  - Núcleo (obligatorio)
  - Coda (opcional)

Tanto el ataque como la coda puede estar vacíos, formando una sílaba de sólo vocales, o de forma alternativa, el núcleo puede ser ocupado por una consonante silábica. Se sabe que la fonotáctica de la lengua nativa de un individuo puede afectar a su adquisición de vocabulario en una segunda lengua.